# Campionati mondiali giovanili di nuoto sincronizzato 2010
I XII Campionati mondiali giovanili di nuoto sincronizzato si sono svolti negli Stati Uniti d'America dal 9 al 15 agosto 2010. Le sedi di gara sono state a Indianapolis.

## Medagliere
| Posiz. | Nazione | Oro | Argento | Bronzo | Totale |
| ------ | ------- | --- | ------- | ------ | ------ |
| 1      | Russia  | 4   | 0       | 0      | 4      |
| 2      | Ucraina | 0   | 3       | 0      | 3      |
| 3      | Cina    | 0   | 2       | 1      | 2      |
| 4      | Canada  | 0   | 0       | 3      | 3      |
| Totale | Totale  | 4   | 4       | 4      | 12     |

## Risultati
| Evento           | Oro             | Argento          | Bronzo        |
| Stile libero     |                 |                  |               |
| Singolo          | Vlada Chigireva | Lolita Ananasova | Emilia Kopcik |
| Duo              | Russia          | Ucraina          | Canada        |
| Squadra          | Russia          | Cina             | Canada        |
| Libero combinato | Russia          | Ucraina          | Cina          |